# めざせ!2020年のオリンピアン〜東京五輪の原石たち〜
『めざせ!2020年のオリンピアン〜東京五輪の原石たち〜』（めざせ2020ねんのオリンピアンとうきょうごりんのげんせきたち）は、NHK総合テレビで2014年4月20日 から2016年3月15日まで放送されたスポーツドキュメンタリー番組である。本項では2016年11月23日からNHK BS1で不定期に放送している『めざせ!オリンピアン』についても併せて記述する。

## 概要
2020年に行われる東京オリンピックに向け、日本でも全国各地の子供たちが「未来のオリンピック選手」を目指しているが、この番組ではその「未来のオリンピック選手」となる、いわゆる“原石”（本放送では”ネクストエイジ”と呼称）を見つけ出し、同じ競技でオリンピックに出場した「オリンピアン」のアドバイスなどを受けながら、いかにその「未来のオリンピック選手」が成長していく姿を密着ドキュメントとスタジオトークで構成していくものである。
2014年2月11日に第1回がパイロット版として放送され、同年4月20日から定時番組として放送された。
2015年4月から本放送の放送時間が火曜22:55 - 23:20に変更され、同年3月まで本放送の放送時間である日曜17:30 - 17:55が当番組の再放送枠に変更され、またパラリンピックを目指す身体障碍者のアスリートにもスポットを当てる「めざせ!2020年のパラリンピアン」も随時放送。これをきっかけに副音声での解説放送（オリンピアン・パラリンピアン共通で毎週実施）を行う。
当番組は2016年3月15日放送分をもって終了した。この趣旨の番組は、2016年4月以後、火曜日22:25 - 23:00の新番組『グッと!スポーツ』に移行したが、2016年11月に再び本番組とほぼ同じコンセプトでタイトルを「めざせ!オリンピアン」と変更して再スタートした。番組初回冒頭でもMCの北川が「3年目のシーズンスタート」と言っているため本番組の実質的後継となる。「めざせ!オリンピアン」では、五輪で活躍したオリンピアンが自ら原石（ネクストエイジ）を発掘して次世代の星を訪ね、世界と戦う極意を本気で伝授する姿を伝える。また、これまで前番組では対象になっていなかった冬季オリンピック競技に関しても本番組では対象になった。

## 放送時間

### 本放送
BS1
- 不定期

### めざせ!2020年のオリンピアン時代
総合テレビ
- 2014年4月20日 - 2015年3月1日：毎週日曜 17:30 - 18:00
大相撲中継、ならびに高校野球中継等で番組が休止となることがある。
- 2015年4月7日 - 2016年3月15日：毎週火曜 22:55 - 23:20

### 過去の再放送
総合テレビ
- 2015年4月12日 - 2016年3月17日[注釈 3]：毎週日曜 17:30 - 17:55
大相撲中継、ならびに高校野球中継等で番組が休止となることがある。

BS1
- 2014年4月26日 - 2015年3月14日：毎週土曜 17:00 - 17:30[4]
- 2015年4月13日 - 10月19日：毎週月曜 20:00 - 20:25
- 2015年10月29日 - 2016年3月18日：毎週金曜 18:00 - 18:25

## 出演者
- 北川悠仁（ゆず）：スタジオMC（本放送（2015年4月7日から））
- 山上トモ（2018年までは山上智）：ナレーション
以上の両名は「めざせ!オリンピアン」も続投。これ以外に、ゲストが毎回一人ないしは二人登場する。

過去の出演者
- スタジオ進行（パイロット版・本放送（2015年3月1日まで））
  - 原田泰造（ネプチューン）
  - 松岡茉優

## 放送記録

### パイロット版
| 回 | 総合放送日                  | BS1放送日                 | 対象競技             | 原石（学齢は取材時）                   | オリンピアン                                              |
| -- | --------------------------- | ------------------------- | -------------------- | -------------------------------------- | --------------------------------------------------------- |
| -  | 2014年2月11日 17:30 - 18:00 | 同年4月11日 18:00 - 18:30 | 水泳（競泳・背泳ぎ） | 竹内澪乃 （神奈川・市立綾北中学校3年） | 寺川綾 （ロンドンオリンピック女子100m背泳ぎ銅メダリスト） |

### レギュラー版

#### 第1シーズン
| 回 | 総合放送日     | BS1放送日                  | 対象競技                                    | ネクストエイジ （学齢は取材時）                | オリンピアン（太字は現役選手）                                                                                   |
| -- | -------------- | -------------------------- | ------------------------------------------- | ---------------------------------------------- | --- |
| 1  | 2014年4月20日  | 同年4月26日                | 陸上競技（短距離・100m走）                  | 樋口優人 （京都・市立綾部中学校3年）           | 朝原宣治 （北京オリンピック男子4×100mリレー銅メダリスト）                                                        |
| 2  | 2014年4月27日  | 同年5月24日                | アーチェリー                                | 小川万諒 （静岡・市立清水袖師中学校3年）       | 蟹江美貴 （ロンドンオリンピック女子団体銅メダリスト）                                                            |
| 3  | 2014年5月4日   | 同年5月17日                | バレーボール                                | 白井美沙紀 （神奈川・県立大和南高等学校3年）   | 竹下佳江 （ロンドンオリンピック女子バレーボール銅メダリスト）                                                    |
| 4  | 2014年6月1日   | 同年5月10日                | 男子フェンシング                            | 鈴村健太 （岐阜・市立加納中学校3年）           | 千田健太 （ロンドンオリンピック男子フルーレ団体銀メダリスト）                                                    |
| 5  | 2014年6月15日  | 同年7月19日                | 女子体操                                    | 土橋ココ （愛知・名古屋経済大学市邨中学校3年） | 田中理恵 （ロンドンオリンピック女子団体8位入賞）                                                                 |
| 6  | 2014年6月22日  | 同年7月26日                | 女子バドミントン                            | 山口茜 （福井・県立勝山高等学校2年）           | 潮田玲子 （北京オリンピック女子ダブルス5位入賞）                                                                 |
| 7  | 2014年6月29日  | 同年11月29日               | トライアスロン                              | 立花匠 （福岡・市立柳城中学校1年）             | 上田藍 （北京、ロンドンオリンピック女子代表）                                                                    |
| 8  | 2014年7月6日   | 同年8月9日                 | アマチュアレスリング                        | 森川海舟 （東京・品川区立日野学園 8年）        | 湯元進一 （ロンドンオリンピック男子フリースタイル 銅メダリスト）                                                 |
| 9  | 2014年8月3日   | 同年10月4日                | 卓球                                        | 張本智和 （宮城・市立東宮城野小学校5年）       | 水谷隼 （ロンドンオリンピック卓球男子シングルス代表）                                                            |
| 10 | 2014年8月31日  | 同年9月6日                 | 女子柔道                                    | 粂田晴乃 （愛知・大成高等学校1年）             | 上野雅恵 （アテネ・北京オリンピック女子 金メダリスト）                                                           |
| 11 | 2014年10月5日  | 同年10月25日               | 女子テニス                                  | 宮本愛弓 （千葉・市立萱田中学校2年）           | 杉山愛 （アトランタオリンピック女子代表）                                                                        |
| 12 | 2014年10月19日 | 同年11月8日                | アーティスティックスイミング                | 浅野優菜 （静岡・城南静岡高等学校3年）         | 奥野史子 （バルセロナオリンピック銅メダリスト）                                                                  |
| 13 | 2014年10月26日 | 同年11月15日               | 男子体操                                    | 湯浅賢哉 （千葉・市立船橋高等学校1年）         | 鹿島丈博 （アテネオリンピック男子団体金メダリスト）                                                              |
| 14 | 2014年12月14日 | 同年12月20日               | 陸上競技（ハードル走・100メートルハードル） | 藤森菜那 （静岡・浜松市立高等学校2年）         | 木村文子 （ロンドンオリンピック女子100mハードル代表）                                                            |
| 15 | 2014年12月21日 | 2015年1月1日 15:10 - 15:40 | 男子バドミントン                            | 奈良岡功大 （青森・市立浪岡中学校1年）         | 田児賢一 （ロンドンオリンピック男子バドミントン代表）                                                            |
| 16 | 2014年12月28日 | 2015年1月17日              | 女子高飛込                                  | 榎本遼香 （栃木・作新学院高等学校3年）         | 中川真依 （北京、ロンドンオリンピック女子高飛込代表）                                                            |
| 17 | 2015年1月4日   | 同年1月24日                | ウエイトリフティング                        | 安嶋千晶 （茨城・大子清流高等学校3年）         | 三宅宏実 （ロンドンオリンピック女子48kg級銀メダリスト） 三宅義行 （メキシコシティオリンピック男子 銅メダリスト） |
| 18 | 2015年2月8日   | 同年2月14日                | アマチュアボクシング                        | 河野沙捺 （静岡・県立浜松工業高等学校3年）     | 清水聡 （ロンドンオリンピック男子バンタム級銅メダリスト）                                                        |
| 19 | 2015年2月15日  | 同年2月21日                | 女子サッカー                                | 白井未来 （神奈川・湘南学院高等学校1年）       | 大野忍 （ロンドンオリンピック女子サッカー銀メダリスト）                                                          |
| 20 | 2015年3月1日   | 同年3月14日                | 総集編                                      |                                                | 朝原宣治、潮田玲子（スタジオゲスト）                                                                             |

#### 第2シーズン
| 回 | 総合放送日 （再放送日）                         | BS1放送日                 | 対象競技                      | ネクストエイジ （学齢は取材時。☆印は障碍者）               | オリンピアン/パラリンピアン （太字は現役選手。☆印は障碍者）                                                                       |
| -- | ----------------------------------------------- | ------------------------- | ----------------------------- | ---------------------------------------------------------- | --- |
| 21 | 2015年4月7日 （同年4月12日）                    | 同年4月13日               | 男子体操                      | 大久保圭太郎 （青森・市立根城中学校3年）                   | 塚原直也 （アテネオリンピック男子団体金メダリスト）                                                                               |
| 22 | 2015年4月14日 （同年4月19日）                   | 同年4月27日               | 水泳（競泳・バタフライ）      | 高橋明日翔 （東京・市立稲城第六中学校3年）                 | 松田丈志 （ロンドンオリンピック男子4×100mメドレーリレー銀メダリスト）                                                             |
| 23 | 2015年4月21日 （同年4月26日）                   | 同年5月25日               | 水泳（競泳・自由形）          | 井上真帆 （兵庫・市立丹南中学校1年）                       | 萩原智子 （シドニーオリンピック女子200m背泳ぎ4位入賞）                                                                            |
| 24 | 2015年4月28日 （同年5月3日）                    | 同年6月1日                | ライフル射撃（エアピストル）  | 上田ゆい （東京・大原学園高等学校1年）                     | 松田知幸 （北京オリンピック男子50mピストル8位入賞）                                                                               |
| 25 | 2015年5月5日 （同年5月31日）                    | 同年6月8日                | 陸上競技（長距離走・3000m走） | 岡本春美 （群馬・常盤高等学校2年）                         | 新谷仁美 （ロンドンオリンピック女子10000m走代表）                                                                                 |
| 26 | 2015年5月12日 （同年6月7日）                    | 同年6月15日               | 水泳（競泳・自由形）          | 鎌田美希☆ （奈良・県立高田高等学校2年）                    | 柴田亜衣 （アテネオリンピック女子800m自由形金メダリスト）                                                                         |
| 27 | 2015年5月19日 （同年6月14日）                   | 同年6月22日               | 陸上競技（短距離走・100m走）  | タシ・デンドゥップ （ブータン）                            | 為末大 （北京オリンピック男子400mハードル走代表）                                                                                 |
| 28 | 2015年5月26日 （同年6月21日）                   | 同年6月29日               | 女子テコンドー                | 岸田留佳 （埼玉・県立鶴ヶ島清風高等学校1年）               | 岡本依子 （シドニーオリンピック女子67kg級銅メダリスト）                                                                           |
| 29 | 2015年6月9日 （同年8月4日）                     | 同年7月13日               | 陸上競技（ハンマー投）        | 服部優允 （兵庫・市立尼崎高等学校2年）                     | 室伏広治 （アテネオリンピック男子ハンマー投げ金メダリスト）                                                                       |
| 30 | 2015年6月16日 （未定）                          | 同年8月3日                | 男子トランポリン              | 海野大透 （静岡・浜松修学舎高等学校1年）                   | 伊藤正樹 （ロンドンオリンピック男子トランポリン代表）                                                                             |
| 31 | 2015年6月23日 （同年9月15日）                   | 同年8月10日 同年9月21日   | 新体操                        | 猪又涼子 （長野・伊那西高等学校3年）                       | 村田由香里 （シドニー、アテネオリンピック新体操代表）                                                                             |
| 32 | 2015年6月30日 （未定）                          | 同年8月17日               | 陸上競技（男子棒高跳び）      | 江島雅紀 （神奈川・県立荏田高等学校2年）                   | 澤野大地 （北京オリンピック男子棒高跳び代表）                                                                                     |
| 33 | 2015年7月7日 （同年8月2日） （2016年3月1日）    | 同年8月22日 15:00 - 15:25 | 女子フェンシング              | 東莉央・晟良 姉妹 （和歌山・県立和歌山北高等学校2年、1年） | 三宅諒 （ロンドンオリンピック男子フルーレ団体銀メダリスト）                                                                       |
| 34 | 2015年7月14日 （未定）                          | 同年8月22日 15:25 - 15:50 | 自転車競技（男子BMX）         | 島田遼 （広島・市立翠町中学校3年）                         | 阪本章史 （北京オリンピック男子BMX代表）                                                                                          |
| 35 | 2015年7月21日 （同年10月13日）                  | 同年8月22日 16:00 - 16:25 | 女子柔道                      | 素根輝 （福岡・市立田主丸中学校3年）                       | 塚田真希 （アテネ・北京オリンピック女子柔道金メダリスト）                                                                         |
| 36 | 2015年7月28日 （同年8月23日）                   | 同年8月22日 16:25 - 16:50 | 陸上競技（男子800m走）        | 安西飛呂☆ （東京・NHK学園高等学校3年）                     | 朝原宣治 （北京オリンピック男子4×100mリレー銅メダリスト）                                                                         |
| 37 | 2015年8月25日 （同年8月30日）                   | 同年8月31日               | インターハイ・スペシャル      | 大久保圭太郎 土橋ココ 猪又涼子 江島雅紀 服部優允 小川万諒  | 松田丈志、小林（旧姓・蟹江）美貴 （スタジオゲスト）                                                                               |
| 38 | 2015年9月1日 （同年9月6日） （2016年2月18日）   | 同年9月7日                | 女子7人制ラグビー             | 鈴木彩夏 （千葉・県立我孫子高等学校3年）                   | 大畑大介 （元ラグビー日本代表）                                                                                                   |
| 39 | 2015年9月8日 （未定）                           | 同年9月14日               | 女子ビーチバレー              | 藪見真歩・坪内紫苑 （京都・福知山成美高等学校3年）         | 佐伯美香 （シドニーオリンピック女子ビーチバレーボール4位入賞）                                                                    |
| 40 | 2015年9月22日 （同年10月11日）                  | 同年10月3日 16:10 - 16:35 | 女子サッカー                  | 小林里歌子 （宮城・常盤木学園高等学校3年）                 | 前園真聖 （アトランタオリンピック男子サッカー代表）                                                                               |
| 41 | 2015年9月29日 （同年10月4日） （同年12月27日）  | 同年10月5日               | 陸上競技（100m走）            | 犬塚渉 （静岡・県立浜名高等学校3年）                       | 末續慎吾 （北京オリンピック男子4×100mリレー銅メダリスト）                                                                         |
| 42 | 2015年10月6日 （同年10月18日）                  | 同年10月19日              | 男子車椅子 バスケットボール   | 鳥海連志☆ （長崎・県立大崎高等学校2年）                    | 香西宏昭☆ （北京、ロンドンパラリンピック男子車椅子バスケットボール代表）                                                          |
| 43 | 2015年10月20日 （同年10月25日）                 | 同年10月29日              | 男子ハンドボール              | 藤田龍雅 （神奈川・法政大学第二高等学校1年）               | 宮﨑大輔 （ハンドボール日本代表）                                                                                                 |
| 44 | 2015年10月27日 （同年11月1日） （同年11月29日） | 同年11月6日               | 陸上競技（女子走り幅跳び）    | 杉村奏笑 （千葉・千葉黎明高等学校1年）                     | 井村（旧姓・池田）久美子 （北京オリンピック女子走り幅跳び代表）                                                                   |
| 45 | 2015年11月3日                                   | 同年11月13日              | 陸上競技（男子競歩）          | 小野川稔 （東京・東京実業高等学校3年）                     | 谷井孝行 （北京、ロンドンオリンピック男子競歩代表）                                                                               |
| 46 | 2015年11月10日 （2016年2月2日）                 | 同年11月20日              | 女子バスケットボール          | 木村亜美 （東京・東京成徳大学高等学校1年）                 | 大神雄子 （アテネオリンピック女子バスケットボール代表）                                                                           |
| 47 | 2015年11月24日                                  | 同年12月4日               | 女子ホッケー                  | 田中花歩 （岐阜・岐阜各務野高等学校3年）                   | 中川未由希 （アテネ、北京、ロンドンオリンピック女子ホッケー代表）                                                                 |
| 48 | 2015年12月1日                                   | 同年12月11日              | 男子板飛込み                  | 須山晴貴 （島根・松徳学院高等学校3年）                     | 寺内健 （シドニー、アテネ、北京オリンピック男子飛込み代表）                                                                       |
| 49 | 2015年12月8日 （同年12月13日）                  | 同年12月18日              | 陸上競技（女子やり投げ）      | 北口榛花 （北海道・旭川東高等学校3年）                     | 村上幸史 （アテネ、北京、ロンドンオリンピック男子やり投げ代表）                                                                   |
| 50 | 2015年12月15日 （同年12月20日）                 | 同年12月25日              | 卓球                          | 張本智和 （宮城・市立東宮城野小学校6年）                   | 水谷隼 （ロンドンオリンピック卓球男子シングルス代表）                                                                             |
| 51 | 2016年1月5日 （同年1月31日）                    | 同年1月8日                | 男子柔道                      | 阿部一二三 （兵庫・神港学園神港高等学校3年）               | 野村忠宏 （アトランタ、シドニー、アテネオリンピック男子柔道60kg級金メダリスト）                                                   |
| 52 | 2016年1月12日 （同年2月7日）                    | 同年1月15日               | 女子自転車（スプリント）      | 梶原悠未 （埼玉・筑波大附属坂戸高等学校3年）               | 伏見俊昭 （アテネオリンピック男子チームスプリント銀メダリスト                                                                     |
| 53 | 2016年1月19日 （同年2月14日）                   | 同年1月29日               | 男子柔道                      | 石橋元気☆ （福岡・福岡高等視覚特別支援学校専攻科1年）      | 古賀稔彦 （バルセロナオリンピック男子柔道 金メダリスト）                                                                          |
| 54 | 2016年1月26日 （同年2月21日）                   | 同年2月5日                | 女子レスリング                | 田南部夢叶 （東京・帝京高等学校1年）                       | 小原日登美 （ロンドンオリンピック女子フリースタイル 金メダリスト） 田南部力 （アテネオリンピック男子フリースタイル 銅メダリスト） |
| 55 | 2016年2月16日 （同年2月28日）                   | 同年2月19日               | 女子カヌー                    | 瀬立モニカ☆ （東京・宝仙学園高等学校3年）                  | 北本忍 （アテネ、北京、ロンドンオリンピック女子カヌー代表）                                                                       |
| 56 | 2016年2月23日 （同年3月6日）                    | 同年2月26日               | 陸上競技（女子800m走）        | 高橋ひな （兵庫・県立西脇工業高等学校2年）                 | 佐藤美保 （アテネオリンピック女子800m走代表）                                                                                     |
| 57 | 2016年3月8日 （同年3月17日）                    | 同年3月11日               | 総集編①                       |                                                            | 杉山愛、阪本章史（スタジオゲスト）                                                                                                |
| 58 | 2016年3月15日 （同年3月17日）                   | 同年3月18日               | 総集編②                       |                                                            | 朝原宣治、田中理恵（スタジオゲスト）                                                                                              |

### 特別篇
- 2014年9月7日放送分は放送時間を15分拡大し、17:15 - 18:00の45分[注釈 112] にわたって、南京ユースオリンピックを特集した。番組MCの松岡が自ら現地へ足を運び、取材を敢行。前半は女子棒高跳びに出場した諸田実咲（群馬・県立大田女子高校1年）が、ロンドンオリンピック代表の我孫子智美から教えを請うとともに大会での様子も紹介した[注釈 113]。後半では大会での日本人メダリストのダイジェストに加え、パイロット版に登場した竹内澪乃（競泳・女子背泳ぎ）のその後も紹介した[注釈 114]。
- 2014年10月18日 17:00 - 18:00[注釈 115] に『海外スペシャル』[注釈 116] として放送。前半は同年4月に出演した小川万諒（アーチェリー）が韓国の奇甫倍（キ・ボベ、ロンドンオリンピックアーチェリー女子団体、個人総合金メダリスト）から、後半ではジョージアでの取材を敢行し、同国在住の16歳の高校生柔道選手が、ラシャ・シャフダトゥアシビリ（ロンドンオリンピック男子柔道66kg級金メダリスト）からそれぞれ教えを請うとともに野村をスタジオゲストに迎え、実技解説が行われた。
- 2015年10月12日（体育の日） 19:30 - 20:43に『伝説×最強=○○への架け橋だ!』と題した特別番組を放送。ゲストMCに高橋茂雄（サバンナ）と百田夏菜子（ももいろクローバーZ）、スタジオゲストに野村、室伏、寺川、田中、阪本らのオリンピアンを迎え、オリンピアンが選んだオリンピック名勝負などを紹介。エンディングではゆずの代表曲である『栄光の架橋』を出演者全員の合唱で締めくくった[注釈 117]。

### めざせ!オリンピアン時代
| 回（通算）   | 放送日時                     | 対象競技                 | ネクストエイジ （学齢は取材時）      | オリンピアン（太字は現役選手） |
| ------------ | ---------------------------- | ------------------------ | ------------------------------------ | --- |
| 1(59)        | 2016年11月23日 20:00 - 20:50 | 女子柔道                 | 上倉舞知 （長野・野沢温泉中学校3年） | 松本薫 （ロンドンオリンピック57kg級金・リオオリンピック57kg級銅メダリスト）                                                               |
| 2(60)        | 2017年1月18日 20:00 - 20:50  | アーチェリー             | 藤井 望 （山口・右田中学校3年）      | 古川高晴 （ロンドンオリンピック男子個人銀メダリスト）                                                                                     |
| 3(61)        | 2017年2月22日 21:00 - 21:50  | 競泳・バタフライ         |                                      | 星奈津美 （ロンドンオリンピック及びリオデジャネイロオリンピック女子200mバタフライ銅メダリスト）                                           |
| 4(62)        | 2017年3月30日 21:00 - 21:50  | スピードスケート         |                                      | 岡崎朋美 （長野オリンピックスピードスケート銅メダリスト）                                                                                 |
| 5(63)        | 2017年5月5日 21:00 - 21:50   | 卓球                     |                                      | 平野早矢香 （ロンドンオリンピック卓球女子団体銀メダリスト）                                                                               |
| 6(64)        | 2017年6月22日 20:00 - 20:50  | バドミントン             |                                      | 佐々木翔 （ロンドンオリンピックバドミントン男子シングル8位入賞）                                                                          |
| 7(65)        | 2018年1月28日 21:00 - 21:50  | 男子バレーボール         |                                      | 清水邦広 （北京オリンピック男子バレーボール出場）                                                                                         |
| 8(66)        | 2018年3月24日 21:00 - 21:50  | 男子サッカー             |                                      | 前園真聖 （アトランタオリンピック男子サッカー出場）                                                                                       |
| 9(67)        | 2018年6月3日 21:00 - 21:50   | 新体操                   |                                      | 畠山愛理 （ロンドンオリンピック・リオデジャネイロオリンピック新体操出場）                                                                 |
| 10(68)       | 2019年2月11日 19:00 - 19:50  | カーリング               |                                      | 小笠原歩 （ソルトレーク・トリノ・ソチオリンピック出場（ソチは団体5位入賞））                                                              |
| 11(69)       | 2019年3月5日 21:00 - 21:50   | 陸上競技                 | 犬塚渉（順天堂大学3年生）            | 末續慎吾 （北京オリンピック男子4×100mリレー銅メダリスト）                                                                                 |
| 12(70)特別編 | 2019年7月29日 21:00 - 21:50  | 陸上競技                 |                                      | この回は「陸上の新星が挑む日本一 師弟対決の行方は?」として、一人ではなく、日本陸上選手権に出場した4人のネクストエイジにスポットを当てた。 |
| 13(71)       | 2019年12月13日 21:00 - 21:50 | 女子自転車（スプリント） | 梶原悠未（筑波大学4年生）            | 伏見俊昭 （アテネオリンピック男子チームスプリント銀メダリスト）                                                                           |

### 特別篇
- 2019年3月3日 22:00 - 23:50（中断BSニュースあり）に『大成長した新星と再会スペシャル』として、「めざせ!2020年のオリンピアン」時代から本番組までの5年間を振り返り、オリンピアンとネクストエイジとの再会及びその後を放送。スタジオゲストは水谷隼、野村忠宏、潮田玲子、末續慎吾、杉山愛。